# Барсуки (Лебедянковский сельсовет)
Барсуки́ (бел. Барсукі) — деревня в составе Лебедянковского сельсовета Белыничского района Могилёвской области Республики Беларусь.

## Население
- 2010 год — 43 человека